# Canon PowerShot G9 X
S120 G9 X Mark II
Le Canon PowerShot G9 X est un appareil photographique numérique compact annoncé par Canon le 13 octobre 2015. Il remplaçait le PowerShot S120 avec le remplacement du capteur 1/1,7" par un capteur 1". La plage de variation du zoom a été réduite de x5 à x3 pour conserver un appareil assez petit avec un capteur de 1". Il est équipé du processeur d'images DIGIC 6.
En janvier 2017, Canon a annoncé la sortie du PowerShot G9 X Mark II équipé d'un processeur DIGIC 7, donc un peu plus rapide que le précédent.